# Cucullia kasyi
Cucullia kasyi är en fjärilsart som beskrevs av Edward P. Wiltshire 1976. Cucullia kasyi ingår i släktet Cucullia och familjen nattflyn. Inga underarter finns listade i Catalogue of Life.